# Running Springs
Running Springs è un census-designated place (CDP) degli Stati Uniti d'America situato in California, nella contea di San Bernardino.